# Réjane

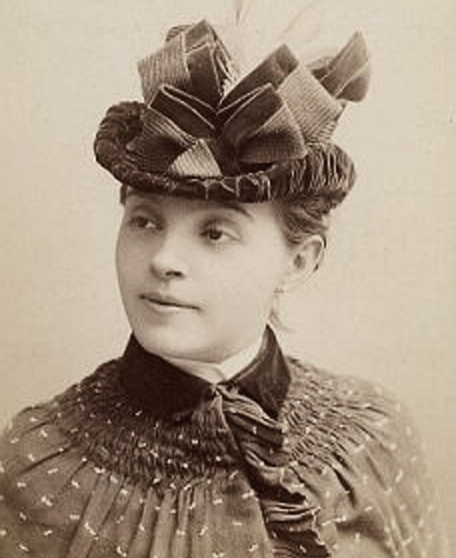
Gabrielle Réjane porträtiert von Nadar, Paris 1883

Réjane, eigentlich Gabrielle Charlotte Réju (* 5. Juni 1856 in Paris; † 14. Juni 1920 in Asnières-sur-Seine, Département Hauts-de-Seine) war eine französische Schauspielerin (Soubrette).

## Leben und Wirken
Réjane studierte am Conservatoire de Paris, wo François-Joseph Regnier (1807–1885) einer ihrer wichtigsten Lehrer wurde. 
Bereits während ihrer Ausbildung sorgte Réjane mit ihren Auftritten für Aufsehen und von ihrem offiziellen Debüt 1880 in Dumas’ Stück Un père prodigue waren Publikum wie auch die Kritiker überaus begeistert.
1893 heiratete Réjane den Schauspieler Paul Porel (1843–1917). Der Ehe entstammten zwei Kinder: Jacques (1893–1982), der später Schriftsteller, und Germaine, die später Schauspielerin wurde. Mit ihrer Familie ließ sich Réjane im 8. Arrondissement (Avenue Franklin-D.-Roosevelt) nieder. 
1905 ließ sich Réjane von ihrem Ehemann scheiden. Im darauffolgenden Jahr übernahm sie von Aurélien-Marie Lugné-Poe das Théâtre de Paris (9. Arrondissement) und führte es unter dem Namen Théâtre Réjane bis 1918. Nach dem Ersten Weltkrieg verkaufte sie es Léon Volterra (1888–1949) und zog sich ins Privatleben zurück. Sie ließ sich in Asnières-sur-Seine nieder, besaß aber auch ein Haus in Paris. 1920 kehrte sie noch einmal kurz zur Bühne zurück in Henry Batailles La Vierge folle. Kurz danach spielte sie sogar in einem Film, starb aber bereits am 14. Juni 1920 an Auszehrung. Ihre letzte Ruhestätte fand sie auf dem Cimetière de Passy.
Marcel Proust, der mit Réjanes Sohn Jacques Porel befreundet war, bezog 1919 eine Wohnung im Pariser Haus der Réjane, 44, Rue de l’Amiral Hamelin, wo die Réjane und auch Jacques mit seiner Familie wohnten. 1922 verstarb er dort an einer Lungenentzündung. Zu den Figuren seines Romans Auf der Suche nach der verlorenen Zeit gehört die gefeierte Schauspielerin La Berma, die von Sarah Bernhardt inspiriert ist, deren Biographie aber teilweise auch an die Réjane erinnert: Schwer krank wird die Berma von ihrer geldgierigen Tochter zuletzt wieder auf die Bühne geschickt.

## Ehrungen
- 1920 Ritter der Ehrenlegion
- Die Rue Réjane in Montreal (LaSalle) wurde ihr zu Ehren benannt

## Rollen (Auswahl)
- Germinie – Germinie Lacerteux (Edmond de Goncourt)[3]
- Rosa – La Parisienne (Henry Becque)
- Nora – Une maison de pouppée (Henrik Ibsen)
- Catherine – Madame Sans-Gêne (Victorien Sardou)